# Munnar
Munnar (en malabar: മുന്നാർ) es una ciudad y estación de montaña en el estado sudoccidental de Kerala, India. Munnar está situada a unos 1.600 metros sobre el nivel del mar, en la cadena de montañas de los Ghats occidentales.
Se cree que el nombre Munnar significa «tres ríos», en referencia a su ubicación, en la confluencia de los ríos Madhurapuzha, Nallathanni y Kundaly. La ciudad de Munnar está situada en el pueblo de Kannan Devan Hills en Devikulam taluk y es la más grande panchayat en el distrito de Idukki de Kerala, ya que tiene una superficie de casi 557 km². Las estaciones de tren más cercanas están en Ernakulam y Aluva (aproximadamente a 140 kilómetros por carretera). El aeropuerto más cercano es el Aeropuerto Internacional de Cochin, a 105 kilómetros de distancia.

## Flora y fauna
La mayor parte de la flora y fauna nativa de Munnar ha desaparecido debido a la severa fragmentación del hábitat resultante de la creación de plantaciones. Sin embargo, algunas especies continúan sobreviviendo y avanzan en varias áreas protegidas en las inmediaciones, incluyendo el nuevo Santuario de Kurinjimala hacia el este, el Santuario de Vida Silvestre de Chinnar, el valle de Manjampatti y el bosque de la reserva forestal Amaravati de Parque nacional Indira Gandhi al noreste, el Parque nacional de Eravikulam y el Parque nacional de Anamudi Shola al norte, el Parque nacional de Pambadum Shola hacia el sur y el propuesto Parque nacional de los Cerros Palani al este.

## Especies endémicas
Estas áreas protegidas son especialmente conocidas por incluir varias especies amenazadas y endémicas incluyendo al tahr del Nilgiri, la ardilla gigante gris, la paloma del Nilgiri, el elefante indio, el gaur, el langur de Nilgiri, el sambar, y la neelakurinji (que florece sólo una vez en doce años).

## Tenencia de la tierra
Ha habido medidas para abordar los problemas de las adquisiciones de propiedad por la mafia de la tierra que han, de acuerdo con los gobiernos de turno, plagado la zona. En 2011, el gobierno estimó que 20.000 hectáreas de tierra habían sido apropiadas ilegalmente y se puso en marcha una campaña de desalojos que primero había sido objeto de debates en el año 2007.

## Geografía y clima
La región en Munnar y alrededor de la misma varía en altura de 1.450 metros a 2.695 metros sobre el nivel del mar. La temperatura oscila entre 5 °C y 25 °C en invierno y 15 °C y 25 °C en verano. Temperaturas tan bajas como -4 °C se han registrado en la región Sevenmallay de Munnar. La temperatura media máxima diaria está en su nivel más bajo durante los meses del monzón, con la temperatura más alta de 19 °C.

El sistema de clasificación climática de Köppen clasifica la zona como de tierras altas subtropicales (Cfb).

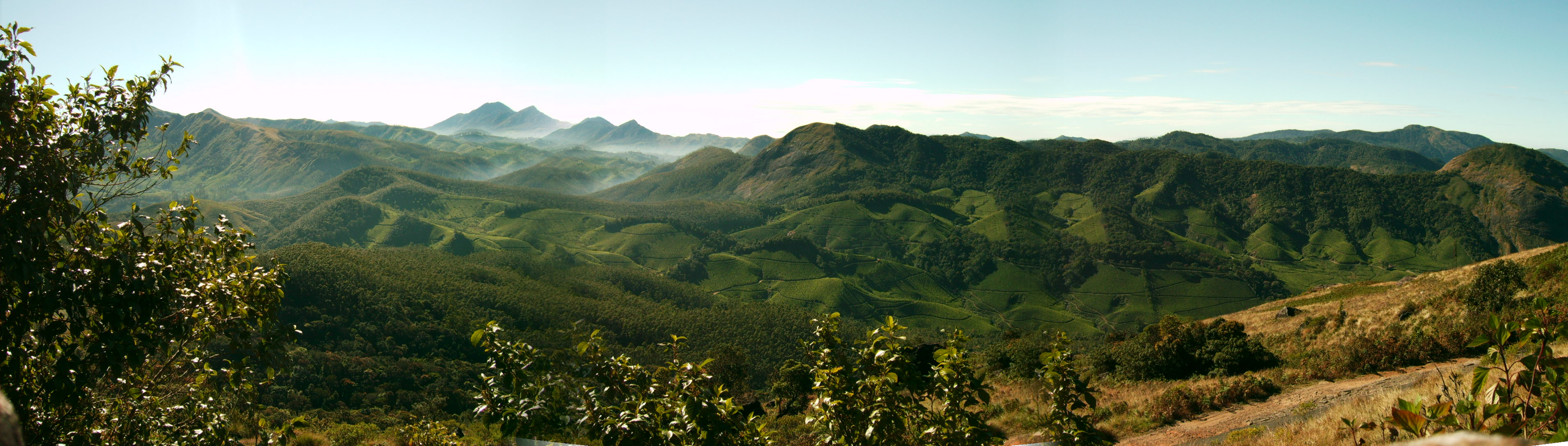
Colinas alrededor de las plantaciones de té, en Munnar, Kerala, India.

| Parámetros climáticos promedio de Munnar                      | Parámetros climáticos promedio de Munnar | Parámetros climáticos promedio de Munnar | Parámetros climáticos promedio de Munnar | Parámetros climáticos promedio de Munnar | Parámetros climáticos promedio de Munnar | Parámetros climáticos promedio de Munnar | Parámetros climáticos promedio de Munnar | Parámetros climáticos promedio de Munnar | Parámetros climáticos promedio de Munnar | Parámetros climáticos promedio de Munnar | Parámetros climáticos promedio de Munnar | Parámetros climáticos promedio de Munnar | Parámetros climáticos promedio de Munnar |
| Mes                                                           | Ene.                                     | Feb.                                     | Mar.                                     | Abr.                                     | May.                                     | Jun.                                     | Jul.                                     | Ago.                                     | Sep.                                     | Oct.                                     | Nov.                                     | Dic.                                     | Anual                                    |
| ------------------------------------------------------------- | ---------------------------------------- | ---------------------------------------- | ---------------------------------------- | ---------------------------------------- | ---------------------------------------- | ---------------------------------------- | ---------------------------------------- | ---------------------------------------- | ---------------------------------------- | ---------------------------------------- | ---------------------------------------- | ---------------------------------------- | ---------------------------------------- |
| Temp. máx. media (°C)                                         | 22.4                                     | 23.7                                     | 25.3                                     | 25.6                                     | 25.6                                     | 23.7                                     | 22.4                                     | 22.8                                     | 23.2                                     | 22.7                                     | 21.8                                     | 21.9                                     | 23.4                                     |
| Temp. media (°C)                                              | 17.6                                     | 18.7                                     | 20.2                                     | 21                                       | 21.4                                     | 20.3                                     | 19.3                                     | 19.5                                     | 19.6                                     | 19.2                                     | 18.3                                     | 17.7                                     | 19.4                                     |
| Temp. mín. media (°C)                                         | 12.9                                     | 13.7                                     | 15.1                                     | 16.5                                     | 17.3                                     | 16.9                                     | 16.3                                     | 16.3                                     | 16                                       | 15.7                                     | 14.8                                     | 13.5                                     | 15.4                                     |
| Precipitación total (mm)                                      | 18                                       | 29                                       | 47                                       | 129                                      | 189                                      | 420                                      | 583                                      | 364                                      | 210                                      | 253                                      | 164                                      | 64                                       | 2470                                     |
| Días de lluvias (≥ 1 mm)                                      | 2                                        | 2                                        | 3                                        | 6                                        | 8                                        | 9                                        | 10                                       | 9                                        | 10                                       | 12                                       | 8                                        | 5                                        | 84                                       |
| Horas de sol                                                  | 248                                      | 232                                      | 248                                      | 240                                      | 217                                      | 120                                      | 124                                      | 124                                      | 150                                      | 155                                      | 180                                      | 217                                      | 2255                                     |
| Fuente n.º 1: Climate-Data.org, altitud: 1461m                |                                          |                                          |                                          |                                          |                                          |                                          |                                          |                                          |                                          |                                          |                                          |                                          |                                          |
| Fuente n.º 2: Weather2Travel para los días de sol y de lluvia |                                          |                                          |                                          |                                          |                                          |                                          |                                          |                                          |                                          |                                          |                                          |                                          |                                          |

## Galería
| |
| La estación superior, a 41 km de Munnar, alberga algunas de las plantaciones de té más altas de la India. |

|                    |
| Represa de Munnar. |

|                        |
| Lago cercano a Munnar. |

|                             |
| Cascadas de Lukkam, Munnar. |